# 岡山県道371号豊岡上小森線
岡山県道371号豊岡上小森線（おかやまけんどう371ごう とよおかかみこもりせん）は、岡山県加賀郡吉備中央町を通る一般県道である。

## 概要
加賀郡吉備中央町豊岡上と加賀郡吉備中央町小森を結ぶ。

### 路線データ
- 起点：加賀郡吉備中央町豊岡上（岡山県道66号落合加茂川線交点）
- 終点：加賀郡吉備中央町小森（国道429号交点）
- 総延長：5.3 km

## 歴史
- 1960年（昭和35年）3月18日 - 岡山県告示第335号により認定される。
- 1972年（昭和47年） - 岡山県の県道番号再編により現行の路線番号に変更される。
- 2004年（平成16年）10月1日 - 上房郡賀陽町と御津郡加茂川町が対等合併して加賀郡吉備中央町が発足したことに伴い起終点の地名表記が変更される。

## 地理

### 通過する自治体
- 加賀郡吉備中央町

### 交差する道路
| 交差する道路             | 交差する場所 | 交差する場所 |
| ------------------------ | ------------ | ------------ |
| 岡山県道66号落合加茂川線 | 豊岡上       | 起点         |
| 国道429号                | 小森         | 終点         |

### 沿線
- 吉備中央町立御北小学校
- 湯の瀬温泉
- 小森温泉